# 몬테네그로 사회주의자민주당
몬테네그로 사회주의자민주당(몬테네그로어: :Демократска партија социјалиста Црне Горе, DPS)은 몬테네그로의 신자유주의, 포퓰리즘 정당이다.